# جزر غامض
جزر غامض (الاسم العلمي:Daucus dubius) هو نوع غير مؤكد من النباتات يتبع جنس الجزر من الفصيلة الخيمية.